# Harmannsdorf
Harmannsdorf is een gemeente in de Oostenrijkse deelstaat Neder-Oostenrijk, gelegen in het district Korneuburg (KO). De gemeente heeft ongeveer 3500 inwoners.

## Geografie
Harmannsdorf heeft een oppervlakte van 55,55 km². Het ligt in het noordoosten van het land, iets ten noorden van de hoofdstad Wenen en ten zuiden van de grens met Tsjechië.
Bisamberg · Enzersfeld im Weinviertel · Ernstbrunn · Großmugl · Großrußbach · Hagenbrunn · Harmannsdorf · Hausleiten · Korneuburg · Langenzersdorf · Leitzersdorf · Leobendorf · Niederhollabrunn · Rußbach · Sierndorf · Spillern · Stetteldorf am Wagram · Stetten · Stockerau
- Gemeinsame Normdatei: 4801327-4
- MusicBrainz: e748c90a-b307-4ae7-acf5-c230efe4e50e
- Virtual International Authority File: 128744768